# Blind Fool Love
I Blind Fool Love sono stati un gruppo musicale post-hardcore italiano, fondato a Grosseto nel 2005.
Nel 2007 la band ha pubblicato la sua prima demo, seguita dall'EP Il pianto nel maggio 2011. Il primo album in studio, La strage di Cupido, è stato pubblicato il 27 settembre 2011 dalla Sony Music. La band si è ufficialmente sciolta alla fine del 2012.

## Storia del gruppo
Il gruppo nasce tra Grosseto e Porto Ercole da un'idea di Tommaso Sabatini, detto "Scary" (voce e chitarra) e di Piero Cini (basso), mentre solo successivamente si unirà Marco Ronconi alla batteria. Il nome Blind Fool Love è preso dal sonetto 137 di William Shakespeare.
Dopo una prima produzione di brani in inglese e cover, il gruppo inizia a scrivere brani originali in italiano, ispirandosi alla scuola dei cantautori italiani, ma mantenendo uno stile post-hardcore/emo.
Nel 2007 pubblicano la prima demo contenente, tra i vari, i brani Ninna nanna, Precipito, Distante.
Nel novembre 2009 viene lanciato il primo singolo ufficiale, Vampiro, prodotto da Kikko De Luca e da Marco Barusso e pubblicato attraverso i canali di distribuzione digitali iTunes, Nokia Music Store e Dada. Il singolo riscuote un discreto successo e il videoclip entra in rotazione nella programmazione di MTV e Match Music, ottenendo ottime posizioni nelle classifiche di TRL (terzo posto) e di Music Box (secondo posto). Nel maggio 2010 i Blind Fool Love si esibiscono ai TRL Music Awards 2010. Il mese successivo viene pubblicato il secondo singolo Saranno giorni, con videoclip diretto da Roberto Cinardi.
Nel 2011 il gruppo firma con Sony Music e pubblica il nuovo singolo Il pianto, entrato in rotazione radiofonica dall'11 marzo, che anticipa l'omonimo EP uscito il 3 maggio 2011 e posizionatosi al secondo posto della classifica FIMI degli album più venduti.
Il 27 settembre 2011 esce l'album in studio La strage di Cupido. Nel mese di novembre esce il video musicale di Com'eri un tempo, diretto dal frontman Tommaso "Scary" Sabatini. Nel mese di gennaio 2012 inizia il tour nazionale di promozione dell'album con prima tappa a Cesena.
Il gruppo si scioglie al termine della tournée per divergenze artistiche.

## Formazione
- Tommaso "Scary" Sabatini – voce, chitarra
- Piero Cini – basso, voce
- Marco Ronconi – batteria

## Discografia
Album in studio
- 2011 – La strage di Cupido

EP
- 2011 – Il pianto

Demo
- 2007 – Incubi di maggio
- 2007 – Ninna nanna

Singoli
- 2009 – Vampiro
- 2010 – Saranno giorni
- 2011 – Il pianto
- 2011 – La ballata della farfalla melitaea
- 2011 – Com'eri un tempo